# Дискретная случайная величина
Дискретная случайная величина — случайная величина, множество значений которой конечно или счётно. Значения дискретной случайной величины не содержат какой-либо непрерывный интервал на числовой прямой.
Примеры:
- Любая случайная величина, принимающая целочисленные значения.
- Моменты испускания альфа-частиц атомом радиоактивного элемента.

## Способы определения
Пусть ξ — дискретная случайная величина, тогда есть несколько способов её определения:
- Аналитический способ: {\displaystyle P(\xi =x_{k})=p_{k},k\in K};
- Табличный способ: {\displaystyle \xi ={\begin{pmatrix}x_{1}&x_{2}&...&x_{n}\\p_{1}&p_{2}&...&p_{n}\end{pmatrix}}};
- С помощью производящей функции вероятностей

{\displaystyle \phi _{\xi }(z)=\sum _{k=0}^{\infty }P_{\xi }(k)z^{k}},
где {\displaystyle \xi } целочисленная случайная величина, принимающая в зависимости от случайного исхода одно из значений {\displaystyle k=0,1,2,...} с соответствующими вероятностями {\displaystyle P_{\xi }(k)}.

## Пример задачи, приводящей к данному понятию
Рассмотрим стохастический эксперимент, состоящий в бросании игрального кубика с несмещенным центром масс, на каждой грани которого написано по одному из чисел: 1, 2, 3, 4, 5 и 6. Результатом такого эксперимента будет какое-то число от одного до шести. В силу симметрии кубика у нас нет оснований считать, что какое-либо одно из чисел 1, 2, … , 6 будет выпадать чаще, чем другое, а потому вероятность выпадения каждого из чисел будет 1/6. Запишем соответствующую дискретную случайную величину ξ, характеризующую этот процесс:
- Аналитический способ: {\displaystyle P(\xi =k)={\frac {1}{6}},k\in \{1,2,3,4,5,6\}};
- Табличный способ: {\displaystyle \xi ={\begin{pmatrix}1&2&3&4&5&6\\{\frac {1}{6}}&{\frac {1}{6}}&{\frac {1}{6}}&{\frac {1}{6}}&{\frac {1}{6}}&{\frac {1}{6}}\end{pmatrix}}}.

## Примеры распределений дискретных случайных величин
- Биномиальное распределение
- Вырожденное распределение
- Геометрическое распределение
- Гипергеометрическое распределение
- Дискретное равномерное распределение
- Отрицательное биномиальное распределение
- Распределение Бернулли
- Распределение Пуассона